# تکزا، سوئیتوکرزیسکی وویوودشیپ
تکزا، سوئیتوکرزیسکی وویوودشیپ (به لاتین: Tęcza, Świętokrzyskie Voivodeship) یک روستا در لهستان است که در Gmina Iwaniska واقع شده‌است.

## خصوصیات
تکزا ۳۸۰ نفر جمعیت دارد.